# موروتزو
موروتزو هيبلدية في مقاطعة كونيو في منطقة بيدمونت الإيطالية، وتقع على بعد نحو 70 كيلومتر (43 ميل) جنوب تورينو ونحو 14 كيلومتر (9 ميل) شمال شرق كونيو.
تقع موروتزو على حدود البلديات التالية: بينيتي، كاستيليتو ستورا، كونية، مارغريتا، موندوفي، مونتانيرا، روكا دي بالدي، سانت ألبانو ستورا.